# Kim
«Kim» — песня американского рэпера Эминема из его третьего студийного альбома «The Marshall Mathers LP» (2000). Песня отражает сильный гнев и ненависть к его тогдашней жене Ким Мэтерс. Песня исполняется Эминемом в форме диалога от самого себя и Ким, голосу которой он подражает. В конце песни Эминем убивает Ким. «Kim» была первой песней, записанной рэпером для альбома, вскоре после окончания работы над «The Slim Shady LP» в конце 1998 года. Эминем написал эту песню вместе с «’97 Bonnie & Clyde» (в которой Эминем и его дочь отправились на озеро, чтобы избавиться от трупа Ким), в то время, когда у него и Ким были проблемы в браке, и Ким мешала ему видеть его дочь Хейли. Несмотря на своё противоречивое графическое содержание, песня часто выделяется как одна из самых запоминающихся работ рэпера и считается одной из самых тревожных и жутких песен в истории музыки.
В чистой версии «The Marshall Mathers LP» эта песня заменяется песней «The Kids» (неотредактированную версию можно найти на компакт-диске «The Way I Am», Великобритании и коллекционных изданиях «The Marshall Mathers LP»).

## Предпосылка
Со времени своего знакомства в 1989 году, Эминем и Кимберли Энн «Ким» Скотт имели непостоянные отношения. У них есть совместная дочь, Хейли Джейд, которая родилась в Рождество 1995 года. Пара сыграла свадьбу в 1999 году, брак распался в 2001 году, но затем они снова поженились в 2006 году и развелись в том же году. 
«Kim» — третья песня Эминема о Ким, первая из которых «Searchin'» из его дебютного альбома «Infinite» (1996), а вторая — «'97 Bonnie & Clyde» из альбома «The Slim Shady LP» (1999). Инструментальная версия песни воспроизводится в начале музыкального видео «The Way I Am».
Эминем эмоционально неустойчив и агрессивен во время всей песни, так как песня изображает убийство Ким от его руки. Песня начинается тем, что Эминем находится в доме Ким (после убийства её мужа и пасынка). Эминем спокойно разговаривает со своей спящей дочерью, а затем начинает кричать словесные оскорбления в сторону Ким, которая остаётся общим элементом на протяжении всей песни. Эминем поёт: «So long, bitch you did me so wrong. I don’t want to go on living in this world without you» (рус. «Прощай, су**, ты так отвратительно со мной поступила. Я не хочу жить дальше в этом мире без тебя»).
Во втором куплете песни Эминем и Ким едут в машине. Он кричит: «There’s a four year old little boy laying dead with a slit throat in your living room!» (рус. «Четырёхлетний мальчик лежит с перерезанным горлом в твоей гостиной!»). В альбомной версии песни слова о мёртвом четырёхлетнем мальчике подверглись цензуре из-за резни в средней школы Колумбины и её ссылок на убийство детей. Нецензурная, редкая версия «Kim» просочилась в Интернет, перед убийством и выпуском альбома под названием «Bitch So Wrong», которая не подвергает цензуре слова о мальчике, но имеет плохое качество и немного отличается от версии альбома: у неё нет интро и аутро, раздачи не слышны, когда он говорит: «This couch, this TV, this whole house is mine» (рус. «Этот диван, этот телевизор, весь этот дом — мой»). Песня продолжается, когда Эминем едет и останавливается в лесу, где Ким пытается убежать, но терпит неудачу. Песня заканчивается тем, что Эминем перерезает горло Ким. Затем песня идёт длительное аутро, в течение которого слушатель может услышать скит под названием «Mommy», выпущенный на Slim Shady EP и помещённый перед «Just the Two of Us». Скит включает в себя звуки мёртвой Ким, которую Эминем тянет по траве траву и засовывает в багажник. Этот же скит воспроизводится как начало «’97 Bonnie & Clyde» (более поздняя ремастированная версия «Just the Two of Us» из Slim Shady EP), что указывает на связь между двумя песнями и прямую хронологию событий.

## Критика
Песня считается одной из самых глубоких в карьере Эминема. Обзор альбома The Marshall Mathers LP от Rolling Stone гласит, что это самая душераздирающая песня о «больной» любви со времён «Used to Love Her» Guns N 'Roses.
Entertainment Weekly писал, что «Kim», приквел к «'97 Bonnie and Clyde», — это крик о помощи жертв домашнего насилия.
В 2013 году Complex отдал «Kim» 21-е место в списке «25 самых жестоких рэп-песен всех времен» и 4-е место списке «25 самых депрессивных рэп-песен».